# Luigi Gallino (musicista)
Luigi Gallino (Savigliano, 12 dicembre 1887 – Torino, 1º novembre 1950) è stato un pianista e direttore d'orchestra italiano.

## Biografia
Nacque da Giulio di professione orefice e da Maddalena Chiaramello. Apprese privatamente i primi rudimenti musicali e la pratica dell'organo e composizione dal cugino Giovanni Cipolla, direttore del locale Istituto musicale.
Trasferitosi nel 1909 a Torino, studiò la tecnica del pianoforte con Cesare Boerio e, nel 1911, si diplomò al locale “Liceo musicale”.In questo stesso istituto vinse, nel 1913, un concorso per accedere al posto di insegnante e accompagnatore al pianoforte; sempre qui, insegnò pianoforte complementare dal 1914 al 1916 e, dopo il drammatico intermezzo della prima guerra mondiale. Richiamato alle armi, fu direttore musicale nella Terza armata. mantenne questo impegno dal 1919 al 1922. Il “Liceo musicale”, che successivamente divenne Conservatorio, nel 1924 gli assegnò una delle cattedre di pianoforte, che egli tenne occupata fino al 1950. Tra i suoi allievi ebbe molti brillanti pianisti come Sandro Fuga e Folco Perrino.
Oltre all'insegnamento, svolse attività concertistica sia come solista sia come accompagnatore al pianoforte o direttore d'orchestra, tanto in Italia che all'estero.Spesso si esibì come accompagnatore di 
violinisti celebri come Gioconda De Vito, o violoncellisti come Benedetto Mazzacurati ed anche fece parte di complessi da camera italiani e stranieri.Nel dopoguerra
Dal 1929 al 1932 fu impegnato presso la EIAR o Ente Italiano per le Audizioni Radiofoniche di Torino sia come direttore artistico dell'orchestra sia come pianista radiofonico.Nel secondo sopoguerra quando le attività della EIAR confluirono nella RAI, dovendo scegliere tra collaborazione con il nuovo Ente e l'incarico di docente in conservatorio, Gallino optò per quest’ultimo.

## Composizioni
- 1 Suite per orchestra,
- 1 Cantata per coro e orchestra,
- 3 Studi da concerto per pianoforte,

Romanze e composizioni per canto e pianoforte in dialetto piemontese:
- Doe canson per cant e piano [parole di Carlotta Rocco], Turin 1953 (Colana musical dij Brandé, n. 29);
- Autre doe canson per cant e piano, ibid. 1975 (Colana musical dij Brandé, n. 46) che contiene:

La tradìa del soldà, veja canson popolar; Primavera malinconica, d'Giovanin Bono. 
Inoltre curò revisioni e trascrizioni di musiche di Gaetano Pugnani e Giovanni Sgambati nonché di altra musica pianistica.